# Bebelis maculata
Bebelis maculata är en skalbaggsart som beskrevs av Martins och Maria Helena M. Galileo 1999. Bebelis maculata ingår i släktet Bebelis och familjen långhorningar. Inga underarter finns listade.